# Мало Градище (Дзвегор)
Мало или Долно Градище (на македонска литературна норма: Мало Градиште, Долно Градиште) е крепост, съществувала през Късната античност и Средновековието, разположена край царевоселското село Дзвегор, Северна Македония.

## Местоположение
Градище е разположено в югоизточния край на Дзвегор, в подножието на Влахина, на 790 m надморска височина, на 50 - 80 m висок рид със стрърми падини на източния ръб на долината на Брегалница. Покрай рида минава Брегалнишкият път, който се изкачна на Келеово и слиза в долината на Струма. Край крепостта от този път се отделя пътят към Малешево на юг.

## Античност
На заравненото било на рида има късноантична стена от камък и хоросан. На ъглите има три издадени кули, а обновленията са две големи. Площта на крепостта е 0,7 ha.
Открити са късноантична керамика, монети от късния IV, V и VI век.
В западното подножие на крепостта има селище от същата епоха. На 200 m източно от крепостта, през седлото, е открита раннохристиянска базилика от V - VI век.

## Средновековие
Крепостта е добре запазена и използвана в Средновековието като крайпътна стража на важния планински проход. От епохата са открити по повърхността парчета средновековна керамика и медни скифати от XIII век, българска имитация на Мануил I Комнин.
Според народните предания тук е бил град Звегор.